# Burial
Burial, eigentlich William Emmanuel Bevan, ist ein britischer Dubstep-Musiker. Seine Musik beinhaltet Elemente aus Dubstep, 2-Step, Ambient und House. Als Person blieb der Künstler bis August 2008 anonym, biographische Daten sind kaum bekannt.

## Musik
Sein 2006 veröffentlichtes selbstbetiteltes Debütalbum erhielt mehrheitlich überdurchschnittliche Kritiken. Das britische Magazin The Wire wählte es zum Album of the year, im Mixmag wurde es zum fünftbesten Album des Jahres 2006 gewählt. Im September 2007 gab das Label Hyperdub das Erscheinen des zweiten Albums bekannt. Untrue erschien am 5. November 2007. Die Kritik nahm auch das zweite Album durchweg positiv auf. Auf seinem Myspace-Blog dementierte der Künstler das an gleicher Stelle im Internet kursierende Gerücht, 2008 würde ein Burial-Album in der DJ-Kicks-Serie erscheinen.
Seit Untrue produzierte Burial bislang keine klassischen Alben mehr. Stattdessen veröffentlichte er EPs, die sich durch wenige, meist zwei oder drei Songs mit langer Laufzeit von etwa 10 Minuten auszeichnen.
Nach eigenen Angaben produziert Burial fast alle seine Stücke mit dem Audioeditor Sound Forge. Damit wolle er den Gebrauch von Trackern und Sequenzern vermeiden.

## Identität
Obwohl beide Alben sehr positiv aufgenommen wurden, blieb Burial bis zum August 2008 anonym. In einem früheren Interview sagte er, dass „nur fünf Personen wissen, dass ich Lieder mache“ („only five people know I make tunes“). Im Februar 2008 berichtete The Independent, dass Burial ein Alumnus der Londoner Elliott School namens William Bevan sei.
Am 22. Juli 2008 berichtete The Guardian, dass Burial für den Mercury Music Prize 2008 nominiert sei. Im Gefolge der damit zusammenhängenden Berichterstattung bestätigte Burial die Information des Independent über seine Person. Er postete ein Bild von sich auf seiner MySpace-Seite am 5. August 2008. In einem Blogeintrag gab Burial an, er sei „eine zurückhaltende Person und ... will einfach nur ein paar Lieder machen, nicht mehr“. Der obengenannte Award wurde von der britischen Alternative-Rock-Band Elbow gewonnen.
Seit der Veröffentlichung seines ersten Albums ranken sich die Mythen um Burials Identität. Dabei wurde zu Anfang spekuliert, hinter Burial verstecke sich Richard David James (alias Aphex Twin). Später kamen immer wieder Gerüchte auf, Kieran Hebden alias Four Tet sei Burial. Im Juni 2013 postete die Internetseite Equalizer einen Artikel dazu, in dem ein Facebook-Screenshot von Four Tet und eine Twitter-Nachricht von Caribou diese Aussage verifizieren sollten. Allerdings handelt es sich bei genannter Seite um eine Satireseite und die geposteten Bilder können nicht nachverfolgt werden. Kieran Hebden reagierte umgehend per Twitter und widerlegte das Gerücht: “I have never said ever that I am Burial anywhere. You should all show a bit more respect for Will Bevan who is Burial. One of the greatest musicians/producers of our time.” Endgültig beendet wurden die Gerüchte, als William Bevan Anfang 2014 ein eigenes Statement zu seiner EP Rival Dealer inklusive eines offiziellen Fotos von sich veröffentlichte.
Nach dem Auftritt eines anonym bleibenden DJs am 15. Oktober 2015 auf dem polnischen Unsound Festival mit bekannten Tracks von Burial und weiteren unveröffentlichten Songs, die stilistisch stark an die Handschrift des Künstlers erinnern, entstand rasch das Gerücht, Bevan könnte dort zum ersten Mal live aufgetreten sein. Hyperdub Records dementierte dies jedoch und erklärte, dass „Burial noch nie live oder als DJ aufgetreten ist, nicht auf dem Unsound Festival war und keine Pläne hat, irgendwo in der Zukunft aufzutreten.“

## Diskografie

### Alben & Kompilationen
- 2006: Burial (Hyperdub)
- 2007: Untrue (Hyperdub)
- 2019: Tunes 2011 to 2019 (Hyperdub)

### Mixes
- 2010: Mix for Mary Anne Hobbs #1 (mit Kode9)
- 2018: Mix for Mary Anne Hobbs #2 (mit Kode9)
- 2018: Fabriclive 100 (mit Kode9, Fabric)

### EPs & Singles
- 2005: South London Boroughs (Hyperdub)
- 2006: Distant Lights (Hyperdub)
- 2007: Ghost Hardware (Hyperdub)
- 2009: Moth / Wolf Cub (mit Four Tet, Text Records)
- 2011: Street Halo (Hyperdub)
- 2011: Ego / Mirror (mit Four Tet und Thom Yorke, Text Records)
- 2011: Four Walls / Paradise Circus (mit Massive Attack, Inhale Gold)
- 2012: Kindred (Hyperdub)
- 2012: Truant / Rough Sleeper (Hyperdub)
- 2012: Nova (mit Four Tet, Text Records)
- 2013: Rival Dealer (Hyperdub)
- 2015: Temple Sleeper (Keysound Recordings)
- 2016: Young Death / Nightmarket (Hyperdub)
- 2017: Subtemple (Hyperdub)
- 2017: Rodent (Hyperdub)
- 2017: Pre Dawn / Indoors (Nonplus Records)
- 2019: Claustro / State Forest (Hyperdub)
- 2020: Her Revolution / His Rope (mit Four Tet und Thom Yorke, Text Records)
- 2021: Chemz / Dolphinz
- 2022: Antidawn (Hyperdub)
- 2022: Streetlands (Hyperdub)

### Beiträge für Kompilationen
- 2007: Unite (auf Box of Dubstep, Soul Jazz Records)
- 2009: Fostercare (auf 5: Five Years of Hyperdub, Hyperdub)
- 2010: Night Air (Ko-Produktion für Jamie Woon, Candent Songs)
- 2010: Vial (mit Breakage, auf Foundation, Digital Soundboy Recording Co)
- 2010: Prophecy (mit El-B, auf Nu Levels, Ghost Records / Thriller Funk)
- 2012: High Road (mit Dusk & Blackdown, auf High Road, Keysound)
- 2014: Lambeth (auf Hyperdub 10.4, Hyperdub)

### Remixe
- 2006: Blackdown – Crackle Blues (Keysound Recordings)
- 2007: Jamie Woon – Wayfaring Stranger (Live Recordings)
- 2007: Bloc Party – Where Is Home? (Wichita Recordings)
- 2007: Thom Yorke – And It Rained All Night (XL)
- 2010: Commix – Be True (Metalheadz)
- 2017: Goldie – Inner City Life
- 2017: Mønic – Deep Summer (Osiris)
- 2020: Charles Webster – The Spell

### Unveröffentlichte Lieder
Eine Reihe von nicht herausgegebenen Liedern wurden in verschiedene Mixsets mit aufgenommen. Bisher waren sie hauptsächlich in Folgen von Mary Anne Hobbs’ „Experimental Show“ und Benji Bs „Deviation Show“ des Radiosenders BBC Radio 1 zu hören gewesen. Andere Songs gingen wegen eines Datenverlusts auf Burials Computer verloren.
- 2005: Brutal Deluxe (das spätere Speedball2 ?), YearOne LP, Sarcophagus
- 2006: U Hurt Me (Version), Versus, Gaslight, Rain
- 2007: Feral Witchchild, Archeron, Stairwell, Afterglow, Sinkheart, Speed Ball2, Cold Planet, Stay
- 2008: True Love VIP
- 2009: Lambeth (wurde 2014 veröffentlicht), Untitled 2
- 2010: Deity (mit Goldie)
- 2011: Pole Position (mit dBridge & Instra:mental)
- 2012: Buried / Untitled 4 (mit Flying Lotus)
- 2013: Untitled (mit Four Tet)

## Verwendete Samples aus Filmen
In viele seiner Songs integriert Burial Samples aus Filmen. Unter anderen nutzte er folgende Samples:
| Veröffentlichung        | Titel                  | Filmsample                                                                                               |
| ----------------------- | ---------------------- | --- |
| 2006: Burial            | Untitled (Intro)       | God even knows when a single hair moves on your head... (21 Gramm von Alejandro González Iñárritu, 2003) |
|                         | Gutted                 | Me and him we’re from different ancient tribes ...... (Ghost Dog von Jim Jarmusch, 1999)                 |
|                         | Untitled (Outro)       | I woke up and I went into the bathroom ... (Die Mothman Prophezeiungen, 2002)                            |
| 2007: Ghost Hardware EP | Ghost Hardware         | He looked inside me (Das Mädchen mit dem Perlenohrring von Peter Webber, 2003)                           |
|                         | Shutta                 | See ya! (Bullet Boy von Saul Dibb, 2004)                                                                 |
| 2007: Untrue            | McDonald’s             | You look different. (Bullet Boy von Saul Dibb, 2004)                                                     |
|                         | Shell Of Light         | Hug! (Bullet Boy von Saul Dibb, 2004)                                                                    |
|                         | Kode9 Mashup of Untrue | It is possible for a kid who believes in his dreams ... (Forest Whitakers Rede zum Oscargewinn 2007)     |
|                         | Kode9 Mashup of Untrue | Sometimes I feel like I'm not solid, I’m hollow ... (Sylvia von Christine Jeffs, 2003)                   |
| 2012: Kindred EP        | Loner                  | |